# Quận Scott, Tennessee
Quận Scott là một quận tọa lạc tại bang Tennessee. Theo thống kê 2010, dân số của quận là 22.228. Quận lỵ đặt tại Huntsville. Quận Scott được biết đến vì đã tách khỏi Tennessee để chống lại quyết định gia nhập phe Liên minh của bang, trong cuộc nội chiến Hoa Kỳ, rồi sau đó lập nên Tiểu bang Độc lập và Tự do Scott.

## Lịch sử
Quận Scott được thành lập 1849 từ các phần của quận Anderson, Campbell, Fentress và Morgan. Nó được đặt theo họ của Winfield Scott, một quân nhân từng tham gia cuộc chiến tranh Hoa Kỳ-México. Trong cuộc Nội chiến Hoa Kỳ, người dân trong quận ủng hộ Liên bang miền Bắc Hoa Kỳ, đa số chống lại việc ly khai khỏi Bắc Hoa Kỳ trong cuộc trưng cầu ý dân tháng 5 năm 1861, với tỉ lệ cao hơn bất kỳ quận nào khác của Tennessee (96%).